# Montreuil
Montreuil (neuradno tudi Montreuil-sous-Bois) je vzhodno predmestje Pariza in občina v  departmaju Seine-Saint-Denis osrednje francoske regije Île-de-France. Leta 2011 je imelo naselje 103.068 prebivalcev, kar ga uvršča na prvo mesto v departmaju in na tretje med pariškimi predmestji, za Boulogne-Billancourt in Argenteuilom.

## Geografija
Občina leži na jugu departmaja ob meji s Parizom in departmajem Val-de-Marne, severno od Vincennskega gozda. Razdeljena je na več četrti:
- Bas-Montreuil (spodnji Montreuil; stare delavnice, bolšji trg, Beaumarchais, République, Robespierre, trgovsko središče Grande Porte, cerkev sv. Andreja, la Croix de Chavaux), meji na Bagnolet, Pariz, Saint-Mandé in Vincennes,
- le quartier de la Mairie (Jean Moulin, mesto upanja, pešpoti, mestna hiša, cerkev sv. Petra in Pavla),
- La Noue (le parc des Guilands, La Noue) meji na Bagnolet,
- Bel Air (le parc des Beaumonts, Bel Air, la cité des Grands Pêchers),
- la Boissière (severovzhod Montreuila), meji na Noisy-le-Sec, Rosny-sous-Bois, Romainville,
- Montreau-Ruffin (vzhod Montreuila), meji na Rosny-sous-Bois in Fontenay-sous-Bois.

## Administracija
Montreuil je sedež treh kantonov:
- Kanton Montreuil-Sever (severni del občine Montreuil: 31.629 prebivalcev),
- Kanton Montreuil-Vzhod (vzhodni del občine Montreuil: 35.889 prebivalcev),
- Kanton Montreuil-Zahod (zahodni del občine Montreuil: 35.550 prebivalcev).

Vsi trije kantoni so sestavni del okrožja Bobigny.

## Zgodovina
Ime naselja se prvikrat omenja v kraljevem ediktu iz leta 722 kot Monasteriolum (majhen samostan). Naselbina je nastala kot skupina hiš zgrajenih okoli tega samostana.

## Pobratena mesta
- Cottbus (Nemčija),
- Grosseto (Italija),
- Mitiči (Rusija),
- Slough (Združeno kraljestvo),
- Yélimané (Mali).